# Миколаївська філія Київського національного університету культури і мистецтв
Миколаївська філія Київського національного університету культури і мистецтв — відокремлений підрозділ у структурі Київського національного університету культури і мистецтв. Університет є лідером серед навчальних закладів культурно-мистецького спрямування на півдні України та у місті Миколаєві. Миколаївський культурно-просвітницький факультет Київського інституту культури ім. О. Є. Корнійчука був відкритий за рішенням Вченої ради Київського державного інституту культури ім. О. Є. Корнійчука від 9 серпня 1971 року. У 1992 р. Культурно-освітній факультет реорганізований у Миколаївський філіал Київського державного інституту культури і мистецтв.
З 1971–1977 рр. факультет очолював миколаєвець доцент (пізніше професор) Печериця І. І. У 1987–1997 рр. директором ВНЗ був вчений Михайлик А. Г., що переїхав з Ленінграду.
З 2004 р. директором МФ КНУКІМ був заслужений працівник культури України, професор, член Національної спілки журналістів України, лауреат премій ім. Ю. Яновського та ім. Л. Крохмального Іванов Олександр Кузьмич.
З 2014 р по 2021 р. університет очолювала заслужений працівник культури України — Федотова Наталія Вікторівна.
З вересня 2021 р. директором ВП «Миколаївська філія КНУКіМ» став доктор педагогічних наук, доцент, лауреат премії ім. М. Аркаса —  Мозговий Віктор Леонідович.
Філіал має сучасні аудиторії, п'ять комп'ютерних лабораторій, оснащених новою технікою. При кожній кафедрі діють спеціалізовані навчальні лабораторії.
Це новітній навчальний заклад з передовими інформаційними технологіями, сучасною бізнес-освітою, який гарантує високу фахову підготовку, сучасний сервіс та незабутні студентські роки, оскільки, основним принципом освітньої діяльності університету є студентоцентризм.

## Історія
Миколаївський філіал, як факультет культурно-освітньої роботи Київського державного інституту культури, розпочав свою роботу в 1971 році як КДІК ім. А. Е. Корнійчука. З 1 лютого 1999 року МФ КНУКіМ функціонує як відокремлений підрозділ у структурі Київського національного університету культури і мистецтв (ректор — Народний артист України, доктор педагогічних наук, професор М. М. Поплавський), що спрямовує здійснення наукової, освітньої і творчої роботи філіалу на університетському рівні.
У 1975 році філіал випустив 189 перших фахівців, а сьогодні їх чисельність зросла понад дванадцять тисяч. Більшість працівників сфери культури Миколаївської, Херсонської, Одеської, Кіровоградської, Черкаської областей, — випускники філії КНУКіМ.
Науково-педагогічну діяльність філі] здійснюють доктори наук і професори, кандидат наук і доценти, заслужені діячі мистецтв України, заслужені працівники культури України.

## Структура

### Директорат
- Мозговий Віктор Леонідович — доктор педагогічних наук, доцент, лауреат премії ім. М. Аркаса.
- Лисенко Галина Олегівна — перший заступник директора.
- Арнаут Петро Ілліч — заступник директора адміністративно-господарського персоналу.
- Шуляк Світлана Олександрівна — декан факультету менеджменту і бізнесу, кандидат педагогічних наук, доцент.
- Доній Вікторія Сергіївна — декан факультету мистецтв, кандидат філологічних наук доцент з/н.

### Факультет менеджменту і бізнесу
- Кафедра готельно-ресторанного і туристичного бізнесу
- Кафедра інформаційної, бібліотечної та архівної справи
- Кафедра культурології

### Факультет мистецтв
- Кафедра музичного мистецтва
- Кафедра хореографії
- Кафедра дизайну

## Творчі колективи МФ КНУКІМ
Ансамбль пісні музики і танцю «Сузір'я Миколаїв» — єдиний унікальний колектив в Україні, який зумів дружньо та родинно об'єднати спеціальності хореографії, народного хорового диригування, інструментально-оркестрового виконавства та режисерської майстерності (керівник А. Ладний).
Студентський народний хор ВП «МФ КНУКіМ» є творчим осередком талановитої молоді Миколаївщини та Півдня України, що відзначається глибоким знанням традицій народнопісенного виконавства, емоційно-образним їх відтворенням, сучасним поглядом на народне хорове мистецтво, в якому є місце як традиційному народному багатоголоссю, так і українській класичній хоровій спадщині. В хорі втілюються в життя різноманітні арт-проєкти, засновниками та генераторами ідей яких є самі студенти (учасники хору) та їх керівники (диригент хору Ладний А. С., керівник оркестрової групи Кученьов Д. В.).
Естрадно-симфонічний оркестр — спільний творчий проєкт ВП «МФ КНУКіМ» та Миколаївської обласної філармонії (художній керівник та диригент В'ячеслав Латко).
культури і мистецтв.
«CLASSIC GUITAR» — лауреат Міжнародних та Всеукраїнських конкурсів, учасник багатьох фестивалів, творчих проектів, мистецьких акцій, концертів в: Австрії, Білорусії, Болгарії, Італії, Німеччині, Польщі, Угорщині, Чехії, Швейцарії та Україні. До складу «CLASSIC GUITAR» входять студенти та викладачі класу гітари кафедри музичного мистецтва. Студенти класу мають унікальну можливість реалізувати власний творчий потенціал як солісти-виконавці; створювати власну музику і аранжування та виконувати їх у складі гітарних дуетів, тріо, квартетів, різноманітних груп та ансамблів Керівники: Вікторія Сологуб — доцент з наказу кафедри музичного мистецтва, кандидат педагогічних наук; Світлана Гриненко — кандидат мистецтвознавства, старший викладач

## Випускники
20 випускників навчального заклалу на 1 січня 2022 року працюють у трупі Миколаївського національного академічного українського театру драми та музичної комедії — це артисти вокалу, драми, балету, оркестру. Директор театру, народний артист України Микола Берсон — випускник філії.
Колектив Миколаївського художнього академічного драматичного театру налічує 30 випускників філії, очолює театр випускник кафедри культурології заслужений діяч мистецтв України Свистун А. О.
Біографії видатних випускників та працівників МФ КНУКІМ наведено у біографічному довіднику «Еліта Миколаївської області»:
- соліст Кельнської опери Сташенко Ю.;
- солістка Лондонської Гранд-опери Волосенко Л.;
- солістка Миколаївської філармонії, заслужена артистка України Григорьєва Т.;
- екс-міністр культури України, екс-міністр культури України Богуцький Ю. П.;
- декан факультету культури й виховання Миколаївського національного аграрного університету, Заслужений працівник культури України Димитров М. Ф.;
- начальник управління культури, національностей та релігій Миколаївської обласної державної адміністрації О. О. Буберенко;
- директор Миколаївського обласного центру народної творчості та культурно-освітньої роботи, заслужена артистка України Баштова Н. А.;
- художній керівник вокального ансамблю «Чорноморці», заслужена артистка України Бєлоусова О. Л.;
- директор Миколаївської обласної універсальної наукової бібліотеки Агаркова В. В.;
- директор Миколаївського фахового коледжу культури і мистецтв Миколаївської обласної ради, кандидат культурології Мицик С. В.

## Студентський парламент
Студентський парламент бере активну участь у організації та реалізації різних проєктів, як на університетському рівні, так і на міському: Дні відкритих дверей, театральні фестивалі, благодійні акції, міські, обласні свята тощо. Студентський актив тісно взаємодіє з адміністрацією, є ініціатором студентських заходів, отримує необхідну методичну та професійну підтримку. Для адміністрації важливою є думка студентства щодо питань академічної доброчесності, розподілу стипендій та премій, проживання студентів в гуртожитках, організації навчально-виховного процесу. Студентський парламент МФ КНУКіМ — це осередок соціально активних студентів, які організовують дозвілля студентів за різними напрямами, слідкують за порядком у гуртожитках, відображають позицію молоді в різних сферах освітньої діяльності тощо.

## Викладачі
- Сопільняк Микола Миколайович — заслужений діяч мистецтв України[1]